# Progressione del record italiano del salto in lungo maschile

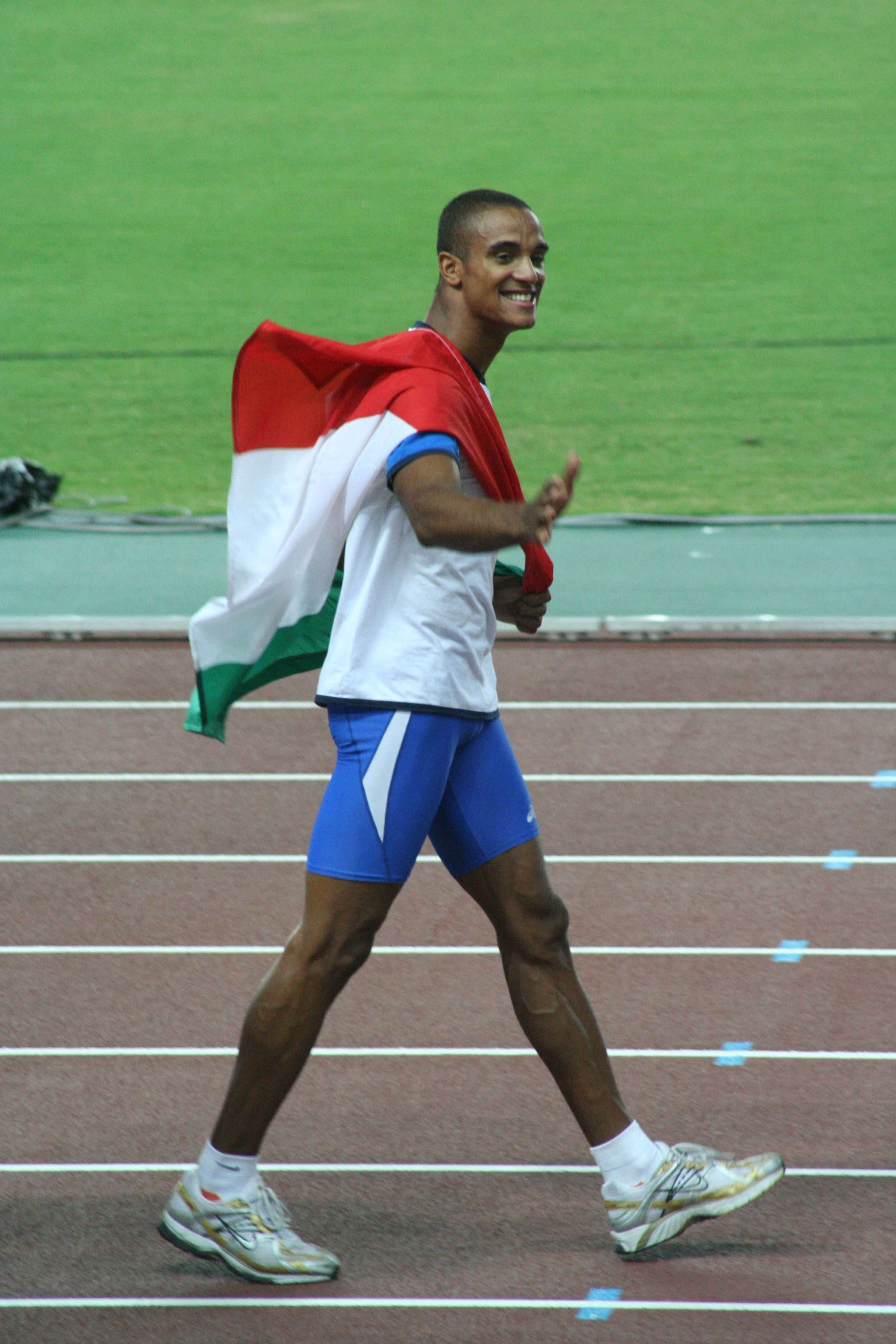
Andrew Howe, detentore del record italiano del salto in lungo dal 2007

La voce seguente illustra la progressione del record italiano del salto in lungo maschile di atletica leggera.
Il primo record italiano maschile in questa disciplina venne ratificato nel 1885 con pedana. Il primo record senza pedana (ovvero il salto in lungo praticato ancora oggi) fu invece ratificato il 2 aprile 1906.

## Progressione

### Con pedana
| Misura | Atleta             | Società                              | Luogo  | Data             | Note |
| ------ | ------------------ | ------------------------------------ | ------ | ---------------- | ---- |
| 5,70 m | Attilio Soldini    |                                      | Milano | 1885             |      |
| 6,10 m | Callisto Paglia    | Società Ginnastica Educativa Bologna | Modena | 27 maggio 1888   |      |
| 6,20 m | Umberto Colombo    | Mediolanum                           | Milano | 13 novembre 1898 |      |
| 6,30 m | Gaspare Torretta   | Mediolanum                           | Milano | 6 agosto 1905    |      |
| 6,52 m | Daciano Colbachini | Ginnastica e Scherma Padova          | Modena | 23 luglio 1911   |      |

### Senza pedana

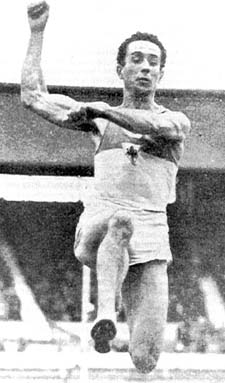
Arturo Maffei, detentore del record italiano dal 1936 al 1958.

| Misura  | Vento (m/s) | Atleta               | Società                              | Luogo                 | Data              | Note  |
| ------- | ----------- | -------------------- | ------------------------------------ | --------------------- | ----------------- | ----- |
| 6,39 m  |             | Gaspare Torretta     | Mediolanum                           | Roma                  | 2 aprile 1906     |       |
| 6,50 m  |             | Ezio Massa           | Società Ginnastica Panaro Modena     | Piacenza              | 7 settembre 1908  |       |
| 6,60 m  |             | Angelo Tonini        |                                      | Vigodarzere           | 29 maggio 1910    |       |
| 6,90 m  |             | Angelo Tonini        | Unione Sportiva Milanese             | Milano                | 13 maggio 1912    |       |
| 7,00 m  |             | Angelo Tonini        | Unione Sportiva Milanese             | Valenza               | 26 maggio 1912    |       |
| 7,17 m  |             | Virgilio Tommasi     | Fondazione Bentegodi Verona          | Bologna               | 13 aprile 1925    |       |
| 7,25 m  |             | Virgilio Tommasi     | Fondazione Bentegodi Verona          | Budapest              | 16 settembre 1928 |       |
| 7,41 m  |             | Virgilio Tommasi     | Fondazione Bentegodi Verona          | Bologna               | 21 settembre 1929 |       |
| 7,42 m  |             | Arturo Maffei        | ASSI Giglio Rosso                    | Bologna               | 17 maggio 1936    |       |
| 7,50 m  |             | Arturo Maffei        | ASSI Giglio Rosso                    | Bologna               | 29 giugno 1936    |       |
| 7,50 m  |             | Gianni Caldana       | ASSI Giglio Rosso                    | Firenze               | 14 luglio 1936    |       |
| 7,57 m  |             | Arturo Maffei        | ASSI Giglio Rosso                    | Firenze               | 25 giugno 1938    |       |
| 7,607 m |             | Arturo Maffei        | ASSI Giglio Rosso                    | Colombes              | 3 settembre 1938  |       |
| 7,66 m  |             | Attilio Bravi        | Gruppo Sportivo Fiamme Oro           | Torino                | 27 luglio 1958    |       |
| 7,73 m  | nw          | Arturo Maffei        | ASSI Giglio Rosso                    | Berlino               | 4 agosto 1936     | [ 1 ] |
| 7,91 m  | n/d         | Giuseppe Gentile     | CUS Roma                             | Chorzów               | 17 agosto 1968    |       |
| 7,95 m  | n/d         | Mario Lega           | Fiat Iveco Torino                    | Salsomaggiore         | 30 aprile 1980    |       |
| 7,98 m  | n/d         | Marco Piochi         | Gruppo Sportivo Fiamme Gialle        | Roma                  | 11 aprile 1981    |       |
| 8,10 m  | -           | Giovanni Evangelisti | Gruppo Sportivo Fiamme Oro           | Milano                | 10 marzo 1982     | i     |
| 8,07 m  | n/d         | Giovanni Evangelisti | Gruppo Sportivo Fiamme Oro           | Riccione              | 22 agosto 1982    | [ 2 ] |
| 8,09 m  | +0,1        | Marco Piochi         | Gruppo Sportivo Fiamme Oro           | Milano                | 22 giugno 1983    | [ 2 ] |
| 8,09 m  | n/d         | Giovanni Evangelisti | Pro Patria Pierrel                   | Rovereto              | 7 settembre 1983  | [ 2 ] |
| 8,15 m  | n/d         | Giovanni Evangelisti | Pro Patria Pierrel                   | Torino                | 2 giugno 1984     |       |
| 8,16 m  | n/d         | Giovanni Evangelisti | Pro Patria Pierrel                   | Milano                | 9 giugno 1984     |       |
| 8,24 m  | -0,7        | Giovanni Evangelisti | Pro Patria Pierrel                   | Los Angeles           | 6 agosto 1984     |       |
| 8,24 m  | +1,0        | Giovanni Evangelisti | Pro Patria Freedent Milano           | Caorle                | 27 luglio 1986    |       |
| 8,31 m  | n/d         | Giovanni Evangelisti | Pro Patria Osama Milano              | San Giovanni Valdarno | 16 maggio 1987    |       |
| 8,43 m  | 1,8         | Giovanni Evangelisti | Pro Patria Osama Milano              | San Giovanni Valdarno | 16 maggio 1987    |       |
| 8,47 m  | -0,2        | Andrew Howe          | Centro Sportivo Aeronautica Militare | Osaka                 | 30 agosto 2007    |       |